# Nein 〜西洋骨董屋根裏堂へようこそ〜
『Nein 〜西洋骨董💋屋根裏堂へようこそ〜』（ナイン せいようこっとうやねうらどうへようこそ）は、Sound HorizonのBlu-ray及びDVD作品。Blu-rayとしては5作目、DVDとしては8作目となる。2016年1月20日にポニーキャニオンから発売された。

## 概要
「Sound Horizon メジャーデビュー10周年記念作品第4弾「9th Story Concert 『Nein』〜西洋骨董屋根裏堂へようこそ〜」」と銘打たれた今作は、アルバム『Nein』の発売と共に2015年4月～5月に開催されたコンセプトコンサート「Sound Horizon 9th Story Concert 『Nein』〜西洋骨董屋根裏堂へようこそ〜」の様子をBlu-ray・DVD化。
DVD1枚の通常版、Blu-ray2枚組のスペシャル盤、Blu-ray3枚組の完全受注限定生産コンプリート超デラックス盤の3種類が発売された。

## 収録曲

### Disc1 本編
通常盤/スペシャル盤/デラックス盤
1. 檻の中の箱庭
2. 名もなき女の詩
3. 食物が連なる世界
4. 言えなかった言の葉
5. 憎しみが花束に代えて
6. 涙では消せない焔
7. 愛という名の咎
8. 忘れな月夜
9. 輪∞廻
10. 最果てのL

### Disc2 アンコール
「スペシャル盤」と「デラックス盤」のみ。
1. 辿りつく詩
『Chronicle 2nd』の楽曲
2. 輪廻の砂時計
『Thanatos』の楽曲
3. ゆりかご
『Lost』の楽曲
4. StarDust
『Elysion 〜楽園幻想物語組曲〜』の楽曲
5. 焔
『Roman』の楽曲
6. 星女神の巫女 -Αρτεμισια-
『Moira』の楽曲
7. 磔刑の聖女
『Märchen』の楽曲
8. 即ち…光をも逃さぬ暗黒の超重力 [Symphonic Band Style : Short ver.]
『マーベラス小宇宙（仮）』の楽曲
9. 即ち…星間超トンネル [Rock Band Style : Long ver.]
『マーベラス小宇宙（仮）』の楽曲
10. 即ち…小惑星を喰らう超紅炎 [Metal Band Style : Medium ver.]
『マーベラス小宇宙（仮）』の楽曲

### Disc3 本編スペシャルバージョン
「デラックス」盤のみ。東京国際フォーラム最終公演での別解釈エンディング、本編マルチエンディングなどを収録。
1. 檻の中の箱庭
2. 名もなき女の詩
3. 食物が連なる世界
4. 言えなかった言の葉
5. 憎しみが花束に代えて
6. 涙では消せない焔
7. 愛という名の咎
8. 忘れな月夜
9. 輪∞廻
10. 最果てのL

## 出演者
- 便宜上R.E.V.O.
- 市川裕之
- 井上花菜
- Eλευσευς
- 上出匡高
- 花れん
- 栗林みな実
- 駒形友梨
- Jimang
- Joelle
- Shin
- 南里侑香
- Noël from VANISHING STARLIGHT
- Fuki
- 結良まり
- RIKKI
- Sascha